# Чон Хе Ён
Чон Хе Ён (кор. 전혜영?, 全惠英?; род. 10 августа 1972, Хамгён-Намдо, КНДР) — певица, народная артистка КНДР, солистка Ансамбля электронной музыки «Почхонбо».

## Биография
Чон Хе Ён родилась в окрестностях Пхеньяна вторым ребёнком в семье рабочих. Уже с детства приобрела известность как певица, её детские выступления сохранились в архивах Корейского центрального телевидения.
1 июня 1977 года Чон Хе Ён занимает первое место на Общереспубликанском художественном фестивале детсадовцев. 30 июля 1982 года занимает первое место на Общереспубликанском художественном фестивале школьников. В 1983 году поступает в Кымсонскую полную среднюю школу, в этом же году отправляется на гастроли в Японию в качестве члена пхеньянской художественной группы школьников.
В ансамбль «Почхонбо» певица попадает в 1988 году, ещё не успев как следует доучиться. В 1992 году происходит большое награждение участников ансамбля. Чон Хе Ён сразу получает звание народной артистки КНДР, минуя «заслуженного артиста КНДР».
В 1999 году она была вынуждена покинуть ансамбль из-за паралича голосовых связок, лечение которого продолжалось 5 лет. За это время она обзаводится семьёй, в 2003 году у неё рождается дочь Хон Сон А. Несмотря на болезнь, она оставалась членом ансамбля до 2008 года. Впервые, после долгого лечения, Чон Хе Ён появилась на сцене на концерте Ванчжэсана вместе с другими представителями ансамбля «Почхонбо»
В настоящее время работает руководителем по вокальной музыке творческого отдела Мангёндэского дворца школьников.